# Iván Vasíliev (triatleta)
Iván Mijáilovich Vasíliev –en ruso, Иван Михайлович Васильев– (Kostromá, 7 de septiembre de 1984) es un deportista ruso que compitió en triatlón. Ganó cuatro medallas en el Campeonato Europeo de Triatlón entre los años 2009 y 2013.

## Palmarés internacional
| Campeonato Europeo | Campeonato Europeo    | Campeonato Europeo | Campeonato Europeo |
| Año                | Lugar                 | Medalla            | Prueba             |
| ------------------ | --------------------- | ------------------ | ------------------ |
| 2009               | Holten (Países Bajos) | Medalla de plata   | Relevo mixto       |
| 2012               | Eilat (Israel)        | Medalla de oro     | Relevo mixto       |
| 2012               | Eilat (Israel)        | Medalla de bronce  | Individual         |
| 2013               | Alanya (Turquía)      | Medalla de oro     | Individual         |